# Azna, Dorud
Azna (persiska: ازنا) är en ort i Iran. Den ligger i delprovinsen (shahrestan) Dorud, i provinsen Lorestan, i den centrala delen av landet, 300 km sydväst om huvudstaden Teheran. Azna ligger 1 494 meter över havet och antalet invånare är 47 482.
Terrängen runt Azna är varierad.Runt Azna är det ganska tätbefolkat, med 86 invånare per kvadratkilometer. Närmaste större samhälle är Dorūd, 17,1 km sydost om Azna. Omgivningarna runt Azna är i huvudsak ett öppet busklandskap.